# Punta Gorda (Florida)
Punta Gorda es una ciudad ubicada en el condado de Charlotte en el estado estadounidense de Florida. En el Censo de 2010 tenía una población de 16 641 habitantes y una densidad poblacional de 306,03 personas por km².

## Geografía
Punta Gorda se encuentra ubicada en las coordenadas 26°51′48″N 82°1′57″O / 26.86333, -82.03250. Según la Oficina del Censo de los Estados Unidos, Punta Gorda tiene una superficie total de 54.38 km², de la cual 38.87 km² corresponden a tierra firme y (28.52%) 15.51 km² es agua.

## Demografía
Según el censo de 2010, había 16.641 personas residiendo en Punta Gorda. La densidad de población era de 306,03 hab./km². De los 16 641 habitantes, Punta Gorda estaba compuesto por el 93.34% blancos, el 3.32% eran afroamericanos, el 0.2% eran amerindios, el 1.15% eran asiáticos, el 0.01% eran isleños del Pacífico, el 0.66% eran de otras razas y el 1.32% pertenecían a dos o más razas. Del total de la población el 4.48% eran hispanos o latinos de cualquier raza.